# Leiva (Murcia)
Leiva es una entidad de población española del municipio de Mazarrón, perteneciente a la comunidad autónoma de la Región de Murcia.

## Historia
Hacia mediados del siglo XIX, el lugar ya pertenecía a Mazarrón. Aparece descrito en el décimo volumen del Diccionario geográfico-estadístico-histórico de España y sus posesiones de Ultramar de Pascual Madoz con las siguientes palabras:

LEIBA: cortijada en la prov. de Murcia, part. jud. de Totana y térm. jurisd. de Mazarron.
(Madoz, 1847, p. 124)

En 2023, la entidad singular de población tenía empadronados 313 habitantes.